# 제임스 폰설트
제임스 폰설트(영어: James Ponsoldt, 1978년 ~ )는 미국의 영화 감독이다.

## 출연 작품
- 썸머링 (2021)
- 더 서클 (2017)
- 디 엔드 오브 더 투어 (2015)
- 스펙타큘라 나우 (2013)
- 스매쉬드 (2012)
- 박스 엘더 (2008)
- 오프 더 블랙 (2006)